# Sherlock Holmes Baffled
Sherlock Holmes Baffled je americký němý film z roku 1900. Režisérem je Arthur Marvin (1859–1911), který v letech 1897 až 1911 vytvořil přes 418 krátkých filmů. Film trvá necelou minutu. Snímek byl podle všeho natočen 26. dubna 1900 na střeše studia společnosti American Mutoscope and Biograph Company nacházející se na Brodwayi v New Yorku. Zveřejněn byl již v květnu 1900, ale autorská práva se na něj začala vztahovat až jeho registrací 24. února 1903. Film byl do roku 1968 považován za ztracený, než byla jeho kopie nalezena v Kongresové knihovně.
Jedná se o jeden z prvních detektivních filmů v historii kinematografie a pravděpodobně první filmové zpracování Sherlocka Holmese. Není známo, kdo jako první Sherlocka Holmese ve filmu ztvárnil.

## Děj
Zloděj vykrádá pokoj, čehož si všimne přicházející Sherlock Holmes, který zloděje zezadu potřese za rameno. Zloděj se k němu otočí a zmizí. Holmes se posadí na židli a zapálí si doutník. V tom okamžiku se náhle znovu objeví zloděj. Holmes ho chce zastřelit, ale lupič se dokáže přemisťovat z místa na místo. Zloděj zase zmizí a Holmes pro jistotu odnáší jeho pytel s ukradenými věcmi. Pytel se však náhle dostane z jeho ruky do ruky lupiče, který uteče oknem.